# Catedral basílica de Santa Cecilia (Valleyfield)
La Catedral Basílica de Santa Cecilia (en francés: Basilique-Cathédrale Sainte-Cécile) es el nombre que recibe un edificio religioso que pertenece a la Iglesia católica y funciona como una catedral de la diócesis de Valleyfield, situada en Salaberry-de-Valleyfield una localidad al sur de la provincia de Quebec al este de Canadá. La construcción del edificio comenzó en 1934 y terminó en 1935. Se trata de una obra de los arquitectos Luis Napoleón Audet, Henri Labelle Eugene Perron y Jean-Marie Lafleur. Esta catedral tiene un órgano de tubos Casavant Frères, instalado en 1935.